# Sophie Germain
Sophie Germain (Pariz, 1. travnja 1776. – 27. lipnja 1831.), francuska matematičarka.

## Životopis
Njen interes za matematiku počinje za vrijeme Francuske revolucije kada je imala trinaest godina. Provodila je mnogo vremena čitajući knjige u očevoj knjižnici i tako se zainteresirala za matematiku. Unatoč predrasudama, jer u to vrijeme je bilo neprilično da ženu zanima znanost, Sophie je ustrajala u učenju. 
1794. godine Sophie je, unatoč zabranama, upisala akademiju Echole Polytechnique u Parizu i tako je dobila priliku učiti od najboljih matematičara tog vremena. Pod pseudonimom M. LeBlanc, Sophie je predala svoj rad tada najvećem francuskom matematičaru J. L. Lagrangeu, koji je bio impresioniran tim radom i tražio je da upozna autora tog rada te je bio iznenađen kada je vidio da je autor žena. Unatoč postupnom prihvaćanju žena u znanosti, Sophie je zapriječen napredak na Akademiji, jer je pripadala "tek" srednjem sloju francuskog društva, kojemu nije bilo dozvoljeno visoko školovanje.
Godine 1804. Sophie je počela surađivati s njemačkim matematičarom Carlom Friedrichom Gaussom. Sophie je bila intrigirana njegovim radom u teoriji brojeva te mu je i sama poslala neke svoje radove na tu temu. 
Germaine je dokazala da ako su x, y, i z cijeli brojevi i ako vrijedi x5 + y5 = z5 onda x, y, i z moraju biti djeljivi s 5.
Germainin teorem je bio veliki korak prema dokazivanju Velikoga Fermatovog teorema, koji govori da ako su x, y, z, i n cijeli brojevi, xn + yn = zn ne može vrijediti za bilo koji n veći od 2. Po njoj je nazvan Identitet Sophie Germain.
Za svoj rad Sophie je nagrađena 1816. godine od Francuske akademije znanosti. Ta ju je nagrada upoznala s najvećim matematičarima toga vremena. 
Sophie Germaine je bila revolucionarka, borila se protiv socijalnih predrasuda toga vremena i neprikladnih uvjeta za rad, da bi postala priznata matematičarka. 
Umrla je u 55. godini 27. lipnja 1831. godine nakon duge borbe protiv raka. Prije njene smrti Gauss je nagovorio Sveučilište u Gottingenu da dodjele Sophie Germain počasno odlikovanje, koje nije stigla primiti.